# Honoka Inoue
Honoka Inoue (井上 ほの花, Inoue Honoka), neé le 9 février 1998 dans la préfecture de Kanagawa au Japon, est une seiyū japonaise. Elle est la fille de l'actrice de doublage Kikuko Inoue.

## Biographie
En 2015, elle commence sa carrière dans le divertissement en tant que chanteuse. L'année suivante, elle fait ses débuts en tant qu'actrice de doublage apparaissant dans des personnages secondaires dans Danganronpa 3: The End of Hope's Peak High School et Witchy Precure!.
En 2017, elle et sa mère sont apparues en tant que fille et mère dans le original net animation Pokémon Générations. Elle est également apparue dans Sukasuka comme Phyracorlybia Dorio et Alma dans In Another World with My Smartphone,.
En 2025, elle obtient le rôle principal de Kaoruko Waguri dans Bloom.

## Filmographie

### Anime
2016
- Danganronpa 3: The End of Hope's Peak High School : Karen Kisaragi
- Witchy Precure! : Étudiante

2017
- Tsuki ga Kirei : Sakura Tanaka
- Tsugumomo : Tamami Tadata
- Sukasuka : Phyracorlybia Dorio
- Pokémon Générations : La fille
- In Another World with My Smartphone : Alma

2018
- Asobi Asobase : Président du conseil étudiant
- Puzzle and Dragons : Sakura Uzuki

2021
- Edens Zero : Xiaomei

2022
- Ninjala : Gumchi

2023
- Valkyrie Apocalypse II : Hlökk

2024
- 'Tis Time for "Torture," Princess : Inki

2025
- Bloom : Kaoruko Waguri

### Jeux vidéo
2016
- Puyo Puyo Chronicle : Ally

2021
- Arknights : Honeyberry

2022
- Azur Lane : Emden
- Uma Musume Pretty Derby : Aston Machan

2024
- Browndust 2 : Refithea

### Doublage
- Annabelle 2 : La Création du mal (Janice (Talitha Bateman))
- Don't Breathe 2 (Phoenix (Madelyn Grace))
- Dora et la Cité perdue (Dora (Isabela Moner))
- Les 100 (Madi Griffin (Lola Flanery))
- Resident Evil : Bienvenue à Raccoon City (Sherry Birkin (Holly de Barros))